# Ignaz Goldziher
 (septembre 2021).
Si vous disposez d'ouvrages ou d'articles de référence ou si vous connaissez des sites web de qualité traitant du thème abordé ici, merci de compléter l'article en donnant les références utiles à sa vérifiabilité et en les liant à la section « Notes et références ».
Ignác (Isaac Yehouda) Goldziher (Székesfehérvár, Hongrie, 22 juin 1850 — Budapest, 13 novembre 1921) est un spécialiste hongrois de l'islam. Goldziher est l'un des pères de l'orientalisme scientifique européen.

## Biographie

### Formation intellectuelle
Né dans la première capitale des rois magyars, à une cinquantaine de kilomètres au sud-ouest de Budapest, d'une famille juive pieuse, Ignác Goldziher suit le cursus studiorum classique des études juives, en commençant la lecture de la Bible à 5 ans et celle du Talmud à 8 ans. À 12 ans il lit le Kuzari de Jéhuda Halévi et à 13 ans le Guide des Égarés de Maïmonide et c'est à cet âge qu'il apprend l'allemand. Parallèlement, il suit des études secondaires chez les Cisterciens, puis va étudier à Budapest au Lycée  Protestant.
Avant même d'obtenir son baccalauréat, il entre à l'Université pour y commencer des études de persan et de turc sous le magistère de Ármin Vámbéry (1832-1913), avant de se rendre à Berlin pour y étudier l'hébreu, le  turc, le persan et l'arabe. Il y est influencé par Friedrich Dieterici (en) (1821-1903) et Moritz Steinschneider (1816-1907). Il va ensuite à Leipzig où il passe son doctorat à l'âge de 20 ans, sous la direction de Heinrich Leberecht Fleischer (1801-1888). Il attire l'attention du Ministre de l'Éducation hongrois, le baron József Eötvös, qui le fait nommer privat-dozent à l'université de Budapest en 1872.
Afin de se préparer à une chaire professorale, Goldziher se rend à Vienne et à Leyde pour y étudier les collections de manuscrits arabes. Grâce à une bourse de l'état hongrois, il effectue un voyage en Orient de l'automne 1873 au printemps 1874, qui le conduit en Syrie, en Palestine et au Caire. Il s'étonne de pouvoir parler un arabe qu'il a appris de façon livresque.

## Vie professionnelle
En revenant d'Orient, Goldziher apprend que la chaire professorale des langues sémitiques qui lui avait été promise est occupée par un prêtre catholique, placé là pour des raisons internes à l'épiscopat. Fait étonnant, il accepte pour vivre le poste de secrétaire général de la communauté israélite de Pest qu'il occupe à partir de janvier 1876, qu'il occupera pendant 30 ans. On peut s'étonner de voir Goldziher s'adonner à des tâches routinières et comptables pour lesquelles il n'est pas préparé, alors que, du fait de ses compétences, lui seront offerts plusieurs fois des postes universitaires prestigieux qu'il refusera. Goldziher a la charge des enfants orphelins de sa sœur et se trouve bon nombre de raisons pour endurer ce qu'il appelle lui-même son martyre. Selon toute vraisemblance, il n'a aucune confiance en ses compétences, bien qu'il fasse preuve d'un ego souvent surdimensionné. Toujours est-il que le contraste est surprenant entre la réputation internationale qu'il acquiert à l'étranger et sa situation effacée en Hongrie.
Goldziher est invité aux congrès de Leyde (1883), de Vienne (1886) et de Stockholm (1889), où le roi de Suède Oscar II lui offre la grande médaille d'or pour son travail.

## Pensée
Goldziher affirmait que beaucoup de hadith ont été fabriqués pendant des deux premiers siècles et demi de l'islam. Certains théologiens musulmans estiment cependant que ses œuvres manquent "de preuves scientifiques" et qu'il s'appuie sur des "récits qui ne répondent pas aux normes de fiabilité historique".

### Études
- (de) Studien über Tanchum Jeruschalmi. Leipzig, 1870 (dissertation de thèse);
- Grammaire hébraïquede Ballagi, (seconde édition) Budapest, 1872;
- (de) "Beiträge zur Geschichte der Sprachgelehrsamkeit bei den Arabern," Vienne (Wien), 1871-73;
- (de) "Beiträge zur Literaturgesch. der Schi'a," ib. 1874;
- (de) "Der Mythos bei den Hebräern und Seine Geschichtliche Entwickelung," Leipsig, 1876: Traduction anglaise par R. Martineau, "Mythology Among the Hebrews and Its Historical Development," London, 1877;
- "Az Iszlám," Budapest, 1881;
- (de) "Die Zâhiriten, Ihr Lehrsystem und Ihre Geschichte," Leipsig, 1884;
- (de) "Muhammedanische Studien," 2 vols., Halle, 1889-90;
- (de) "Der Dîwân des Hoteia," Leipsig, 1892;
- (de) "Abhandlungen zur Arabischen Philologie," 2 vols., Leyden, 1896-1899;
- (de) "Die Legende vom Mönch Barṣîṣâ," Kirchhain, 1896;
- Cf. aussi ses articles en allemand, français et hongrois dans les revues savantes de l'Académie Hongroise, ou dans la revue française Revue de l'Histoire des Religions.

### Sur I. Goldziher
- Rémi Brague, Introduction à  Ignace Goldziher, Sur l'Islam (recueil de textes de Goldziher rédigés en français). Desclée de Brouwer, 2003, pages 7 à 35. R. Brague décrypte minutieusement les sources qui permettent de se faire une idée de la personnalité de Goldziher et de son œuvre.
- Céline Trautmann-Waller (dir.) Ignác Goldziher (1850-1921). Un classique des études orientales ou un autre orientalisme ?, Paris, Geuthner, 2011.